# Raub der Sabinerinnen
Der Raub der Sabinerinnen (lateinisch Sabīnae raptae) war ein Ereignis in der römischen Mythologie, bei dem die Männer Roms eine Massenentführung junger Frauen aus dem Volk der Sabiner begingen (Brautraub). Sie war ein häufiges Thema von Malern und Bildhauern, insbesondere in der Renaissance und der Zeit danach.

## Verlauf
Dem römischen Geschichtsschreiber Titus Livius zufolge fand die Entführung sabinischer Frauen in der frühen Geschichte Roms kurz nach der Gründung der Stadt Mitte des 8. Jahrhunderts v. Chr. statt und wurde von Romulus und seinen überwiegend männlichen Anhängern verübt; es heißt, dass die Bevölkerung nach der Gründung der Stadt ausschließlich aus Latinern und anderen Italikern, insbesondere männlichen Banditen, bestand. Da Rom im Vergleich zu seinen Nachbarn so schnell wuchs, sorgte sich Romulus um die Aufrechterhaltung der Stärke der Stadt. Seine größte Sorge war, dass die Stadt ohne weibliche Einwohner keine Chance haben würde, die Bevölkerung aufrechtzuerhalten, ohne die Rom vielleicht nicht länger als eine Generation überleben würde. Auf Anraten des Senats machten sich die Römer daraufhin in den umliegenden Regionen auf die Suche nach Frauen, mit denen sie Familien gründen konnten. Die Römer verhandelten erfolglos mit allen Völkern, an die sie sich wandten, darunter auch mit den Sabinern, die die benachbarten Gebiete bevölkerten. Die Sabiner fürchteten das Entstehen einer rivalisierenden Gesellschaft und weigerten sich, ihre Frauen mit den Römern verheiraten zu lassen. Daher schmiedeten die Römer einen Plan, um die sabinischen Frauen während des Festes des Neptun Equester zu entführen. Sie planten und kündigten ein Fest der Spiele an, um Menschen aus allen umliegenden Städten anzulocken. Laut Livius nahmen neben den Sabinern auch viele Menschen aus den Nachbarstädten Roms – darunter Caeninenses, Crustumini und Antemnates – an dem Fest teil, um sich selbst ein Bild von der neu gegründeten Stadt zu machen. Auf dem Fest gab Romulus ein Zeichen, indem er sich erhob, seinen Mantel zusammenfaltete und ihn dann wieder um sich warf, woraufhin die Römer die sabinischen Frauen ergriffen und die sabinischen Männer zurückschlugen. Livius berichtet nicht, wie viele Frauen von den Römern bei dem Fest entführt wurden, er stellt nur fest, dass es zweifellos weit mehr als dreißig waren. Alle auf dem Fest entführten Frauen sollen Jungfrauen gewesen sein, mit Ausnahme einer verheirateten Frau, Hersilia, die Romulus’ Ehefrau wurde und später den Krieg zwischen den Römern und den Sabinern beenden sollte. Die entrüsteten Entführten wurden bald darauf von Romulus angefleht, die römischen Männer als ihre neuen Ehemänner zu akzeptieren.
Die Brüder und Väter der entführten Mädchen schworen Rache und die Sabiner zogen mit einem starken Heer gegen die Römer. In der Schlacht drängten sich die Frauen auf das Schlachtfeld und flehten darum, den um sie geführten Kampf zu beenden, da auf der einen Seite ihre Brüder und Väter, auf der anderen ihre Männer und Kinder sterben würden. Ihre Bitten hatten schließlich Erfolg, Romulus und Titus Tatius, Herrscher der Sabiner, reichten einander die Hand. Die Kämpfer verbrüderten sich, und Römer und Sabiner verschmolzen ihren Staat unter der Doppelherrschaft von Romulus und Titus Tatius.

„Der antiken Erzählung folgend gelang es Romulus durch seine List, anschließende Kämpfe und einen durch die Sabinerinnen erzwungenen Friedensschluss, die palatinische und die quirinalische Ansiedlung zum ‚Populus Romanus Quiritium‘ zu vereinen. Er und der Sabinerkönig Titus Tatius regierten fortan gemeinsam. Auf der ursprünglichen Ansiedlung der Sabiner, dem Hügel, der dem Sabinischen Kriegsgott Quirinus geweiht war, wurde nach der Vereinigung beider Völker das Capitolium errichtet. Hier habe der Tempel des Quirinus (Saturn) gestanden, der vom sabinischen Volk besonders verehrt wurde.“

## Rezeption

### Antike
Der römische Dichter Ovid verknüpft in seinem Werk Ars Amatoria den Besuch in einem Theater mit dem Raub der Sabinerinnen. Das Theater sei ein großartiger Ort, um Frauen kennenzulernen. Romulus habe als erster die Spiele aufregend gestaltet, indem die geraubten Sabinerinnen die frauenlosen Männer erfreuten. Bis heute bleibe das Theater für schöne Frauen eine Gefahr.

### Film und Fernsehen
Die Geschichte vom Raub der Sabinerinnen wird im Abenteuerfilm Der Raub der Sabinerinnen (1961) mit Roger Moore und der mexikanischen Verfilmung Der Raub der Sabinerinnen (1962) erzählt.
Die Komödie Der Raub der Sabinerinnen, in der es nicht um das historische bzw. mythologische Ereignis geht, sondern um die Aufführung eines Theaterstücks in einer „kleinen deutschen Stadt“, wurde mehrfach verfilmt:
Der Raub der Sabinerinnen (1928), Der Raub der Sabinerinnen (1936), Der Raub der Sabinerinnen (1954), und Der Raub der Sabinerinnen (1983).